# Клайн, Эдвард (писатель)
Эдвард Клайн (англ. Edward Cline, 1946, Питтсбург, Пенсильвания — 2023) — американский писатель. Будучи объективистом, он наиболее известен серией романов «Ястреб-перепелятник», действие которых происходит в Англии и Вирджинии до Войны за независимость США. Он также написал множество детективных романов и стал известен как критик ислама в своём блоге The Rules of Reason («Правила разума»).

## Ранние годы
Клайн родился в Питтсбурге, штат Пенсильвания, и учился в Южно-Техасском колледже. Служил в ВВС США с 1964 по 1965 год. С 1972 года он активно занимался писательской деятельностью и работал на многих различных должностях, в том числе на «заводах, в строительстве, в сфере авиаперевозок и издательских коммуникаций, управления запасами, банковского дела, продаж компьютеров, страхования, а также в качестве дизайнера компьютерных экранов, редактора книг и корректора».

## Литературное творчество и блог
Помимо серии романов «Ястреб-перепелятник», другие произведения Клайна включают серии современных детективов (с участием Чесс Ханрахан, которая раскрывает парадоксальные убийства), триллеров (с участием американского предпринимателя Мерритта Фьюри) и исторических детективов (с участием Сайруса Скина в Сан-Франциско 1920-х годов).
Клайн также был известен своими трудами по эстетике, защитой капитализма и свободы слова, а также критикой современных политических тенденций и ислама (и религии в целом). Наибольшее влияние на него как писателя оказала писательница Айн Рэнд и её философия объективизма. Клайн писал о свободе слова и проблемах цензуры в «The Encyclopedia of Library and Information Science» и «The Journal of Information Ethics». Он писал статьи и рецензии, а также рецензии на книги для журналов Marine Corps League Magazine, The Colonial Williamsburg Journal, The Wall Street Journal и The Intellectual Activist. Его статья об английском политическом философе Джоне Локке была опубликована в двух выпусках журнала Western Civilization (McGraw-Hill). Он вёл блог The Rules of Reason («Правила разума»), а его статьи также появлялись в Capitalism Magazine, Family Security Matters и других блог-сайтах. Он также написал «руководство по борьбе с джихадом» об исламе.
В мае 2016 года ФБР сообщило Клайну, что его имя находится в списке из более чем 8000 имён, который был охарактеризован как список убийств «Исламского государства Ирака и Леванта» (ИГИЛ). Хозяин жилья Клайна немедленно выселил его из квартиры в Уильямсберге, штат Вирджиния. В интервью Vocativ Клайн сказал: «Ситуация беспрецедентна в моей жизни. Меня никогда ещё не выгоняли и не бросали под автобус за то, что я думаю и пишу». По данным Vocativ, Клайн «провёл последние 15 лет, яростно выступая против ислама и той экзистенциальной угрозы, которую, по его мнению, он представляет для западной цивилизации». В поддержку Клайна было собрано более 14 000 долларов после того, как его история была освещена в таких интернет-изданиях, как FrontPage Magazine и Gates of Vienna.
Сообщается, что Клайн умер в 2023 году.